# Дряновець (Смолянська область)
Дря́новець (болг. Дряновец) — село в Смолянській області Болгарії. Входить до складу общини Чепеларе.

## Населення
За даними перепису населення 2011 року у селі проживали 0 осіб.
Динаміка населення: